# Gods Tower
Gods Tower, Ґодз Тавер (укр. Вежа Богів) — білоруський англомовний метал-гурт з Гомеля.

## Історія

### Початок творчості
Гурт заснували 1989 року гітарист Олександр Ураков та вокаліст Леслі Найф (Владислав Новожилов).
До 1992 року гурт працював над своїм стилем, часто змінюючи учасників та назву. Влітку 1992 року остаточно утвердився такий склад: Олександр Ураков (гітара), Леслі Найф (спів), Юрій Сівцов (бас-гітара), Владислав Сальцевіч (ударні). Гурт мав назву Chemical Warfare і грав у стилі дез/треш-метал. У серпні було записано дебютний демоальбом Demolition Tape.

### Gods Tower
Наприкінці 1992 року гурт змінив назву на «Gods Tower», а стиль — на паган готик дум-метал. Влітку 1993 гурт випустив другий демоальбом The Eerie. Завдяки цьому, гурт підписав контракт із московським лейблом Final Holocaust Records на запис двох альбомів і синґла. У вересні на студії TEF studio було записано дві пісні для синґла Beyond Praying, проте через крах студії він так і не з'явився.
1994 року в колективі з'явився другий гітарист Олександр Еристов. Влітку гурт записав кліп на пісню Beyond Praying, а восени видав демо Canticles. Після цього Gods Tower уперше виступили за кордоном, а саме в Чехії разом із гуртами Purgatory, Desultory, Samael і Cannibal Corpse.
У травні 1995 року до гурту приєднався клавішник Дмитро Овчинников, а влітку колектив полишив Олександр Еристов. У вересні було зроблено промо-касету The Turns. Пізніше, Gods Tower підписали контракт із фірмою MetalAgen Records на запис трьох альбомів. Влітку 1996 року гурт узяв участь у фестивалі німецького міста Гайденбурґ разом із такими виконавцями, як In Flames, Primordial, Behemoth, Crystal Age та ін.
1995 року гурт записав альбом The Turns. У травні-червні 1996 Gods Tower перезаписали цей альбом на московській студії Aria, а через рік перезаписали там же й альбом The Eerie.
В кінці 1997 року Gods Tower видали відеокасету Twilight Lives 94-97, на яку ввійшли любительські записи з концертів, записи білоруського телебачення, а також кліп Beyond Praying.
На початку 1998 року на студії MetalAgen було видано компакт-диски й касети з альбомами The Turns і The Eerie. Також було записано кліпи на пісні The Eerie та An Eye For An Eye. Пізніше, протягом двох років гурт виступав із концертами у багатьох країнах СНД разом із такими колективами, як Paradise Lost, Forgive-Me-Not, Vicious Crusade, N.R.M., Evthanazia та ін. За опитуванням читачів журналу Legion, Gods Tower було визнано найкращим білоруським метал-гуртом. Наприкінці 1999 року на німецькій студії Sturmesflugel було видано збірку найкращих пісень Gods Tower. У серпні 2000 року гурт брав участь у великому європейському фестивалі Pepsi Sziget у Будапешті.

### Розпад гурту
Після повернення з Угорщини з особистих причин колектив полишили Дмитро Овчинников та Юрій Сівцов. Замість них до гурту приєдналися Валерій Новосельцев та Сергій Сергійчиков. Гурт узяв участь у концертах в Ризі та Вільнюсі, а потім виступив з концертами по СНД. В цей час Gods Tower записали кілька нових пісень, які увійшли до мініальбому Abandon All Hope.
16 липня 2002 Gods Tower припинив існування через алкоголізм Олександра Уракова, гітариста і композитора гурту. 14 грудня 2003 Олександр Ураков помер.

### Екс-Gods Tower
Після розпаду гурту деякі його учасники заснували свої проєкти або перейшли до інших гуртів. Дмитро Овчинников та Юрій Білоусов почали грати в Rasta. Леслі Найф заснував проект The Regent, який видав лише один демоальбом This. Згодом він виступав вокалістом у гуртах Dragonflame, Stormhold і Chemical Warfare. Владислав Сальцевич перейшов до гурту Misanthrope Count Mercyful.

### Відновлення
У травні 2010 року гурт оголосив про своє відновлення у «золотому складі». До гурту повернулися всі колишні учасники, а новим учасником став друг і учень Олександра Уракова Дмитро Лазаренко. Після початку репетицій гурт записав відеозвернення до прихильників і оголосив про свій перший концерт в оновленому складі, запланований на 1 липня 2010 року в Гомелі.

### Переслідування учасників гурту з політичних мотивів
21 червня 2021 року суд у Гомелі визнав Владислава Новожилова винним у "образі представника влади" (ст. 369 КК) та засудив його до трьох років обмеження волі у відкритій установі ("хімія"). Музиканта судили за коментар у соцмережах, де він порівняв голову Гомельського облвиконкому Салавого зі свинею. 

## Учасники
Теперішні
- Валерій Новосельцов (Валеры Навасельцаў) — бас-гітара (з 2000)
- Леслі Найф (Лэсьлі Найф), він же Владислав Новожилов (Уладзіслаў Наважылаў) — спів
- Сергій Сергійчиков (Сяргей Сяргейчыкаў) — клавішні (з 2000)
- Владислав Сальцевич (Уладзіслаў Сальцэвіч) — ударні
- Віктор Лапицький (Віктар Лапіцкі) — менеджмент
- Дмитро Лазаренко (Зьміцер Лазарэнка) — гітара (з 2010 по 2012)

Колишні
- Олександр Ураков (Аляксандар Уракоў) — гітара (1989—2002) (помер в 2003)†
- Олександр Еристов (Аляксандар Эрыстаў) — гітара (1994—1995)†
- Юрій Сивцов (Юры Сіўцоў) — бас-гітара, бек-вокал (до 2000)
- Дмитро Овчинников (Дзьмітры Аўчыньнікаў) — клавішні (1995—2000)
- Ірина Лазовська (Ірына Лазоўская) — клавішні (до 1995)

## Дискографія
Альбоми
- The Turns (1996)
- The Eerie (1997)
- Abandon All Hope [EP] (2001)
- Steel Says Last (2011)
- Heroes Die Young [EP] (2013)
- Roll Out [EP] (2013)

Складанки
- Immortal Dancing Hits — Golden Ballads vol.1 (1996) — «Misterious»
- Music Pause — Golden Ballads vol.2 (1997) — «Twilight Sun»
- Tops Of The Devil — Golden Ballads vol.3 (1997) — «The Eerie»
- Ebony Birds (1999)
- A Tribute to Arija (2001) — «Power And Reason»
- Hard Life Heavy Music (2001) — «Praise Of Sun»
- The Anthology (2004)
- The Greatest Arrows (2005)
- Old Tower (2014)
- Mirrors and Echoes (2021)

Кліпи
- «Beyond Praying» (1994)
- «The Eerie» (1998)
- «An Eye For An Eye» (1997)
- «Civilization» (2001)
- Rising Arrows (2010)
- Yesterday's Rivers (2012)
- Poisonodog (2013)
- Liar (2016)

Інше
- Demolition Tape[be-x-old] (демо) (1992)
- The Eerie (демо) (1993)
- Canticles (демо) (1994)
- The Turns (промо) (1995)
- Twilight Lives 94-97 (VHS) (1997)
- The Guard of Gods Tower (триб'ют) (2005)
- Liar (Single) (2016)